# Roberto De Angelis
Pour les articles homonymes, voir De Angelis.
Roberto De Angelis (né le 16 décembre 1959 à Naples) est un dessinateur de bande dessinée italien qui travaille principalement sur des séries d'aventure grand public (Nathan Never, Dylan Dog, Tex) publiées par Sergio Bonelli Editore.

## Récompenses et distinctions
- 2000 : Prix Micheluzzi du meilleur dessinateur italien pour Nathan Never